# Koeberlinia
Koeberlinia Zucc., 1832 è un genere di piante angiosperme dell'ordine Brassicales, unico genere della famiglia Koeberliniaceae Engl., 1895.

## Tassonomia
Il genere comprende le seguenti specie:
- Koeberlinia holacantha W.C.Holmes, K.L.Yip & Rushing
- Koeberlinia spinosa Zucc.